# Кеси, Джек
Джек Кеси (англ. Jack Kesy; род. 27 августа 1986, Нью-Йорк, США) — американский актёр.

## Биография

### Ранние годы
Родился в Нью-Йорке, в семье польского происхождения. В юности занимался боксом и атлетикой.
Актёрскому мастерству обучался в Гилдхоллской школе музыки и театра в Лондоне.

### Карьера
Дебютировал в 2009 году в короткометражном фильме «Эмина».
Одну из первых своих главных ролей Джек Кеси сыграл в ЛГБТ-драме «Морган». В 2014 Кеси получил роль вымышленного рок-музыканта (впоследствии ставшего вампиром) по имени Габриэл Боливар в телевизионном сериале «Штамм». Актёр снимался с первого по третий сезон и покинул сериал в 2016 году. С 2017 по 2018 снимался в одной из главных ролей в драматическом сериале «Когти».
В 2018 получил известность, сыграв небольшую роль суперзлодея «Чёрного» Тома Кэссиди в фильме Дэвида Литча «Дэдпул 2», основанном на серии комиксов компании Marvel. Изначально персонаж Кеси должен был стать главным антагонистом, но сценаристы из-за избытка злодеев в сюжете решили уменьшить его роль.
В 2023 году было объявлено, что Джек Кеси сыграет Хеллбоя в предстоящем фильме Брайана Тейлора «Хэллбой: Горбун».
В феврале 2024 стало известно, что Кеси снимется в комедийном фильме-ограблении «Ограбление» режиссёра Тима Стори.

## Фильмография
| Год       |     | Русское название   | Оригинальное название    | Роль                     |
| --------- | --- | ------------------ | ------------------------ | ------------------------ |
| 2009      | кор | Эмина              | Emina                    | Зоран                    |
| 2012      | ф   | Морган             | Morgan                   | Дин Кейген               |
| 2014—2016 | с   | Штамм              | The Strain               | Габриэл Боливар / Хозяин |
| 2015      | ф   | Отбросы            | The Throwaways           | Коннелли                 |
| 2015      | ф   | Незваные гости     | Shut In                  | Джей-Пи Хенсон           |
| 2016      | с   | Рэй Донован        | Ray Donovan              | Бутч                     |
| 2017—2019 | с   | Когти              | Claws                    | Роллер Хуссер            |
| 2017      | ф   | Жаркие летние ночи | Hot Summer Nights        | Понитэйл                 |
| 2017      | ф   | Спасатели Малибу   | Baywatch                 | Леон                     |
| 2018      | ф   | Кавалерия          | 12 Strong                | Чарльз Джонс             |
| 2018      | с   | Алиенист           | The Alienist             | Генри Вольф              |
| 2018      | ф   | Жажда смерти       | Death Wish               | Тейт «Фиш» Карп          |
| 2018      | ф   | Дэдпул 2           | Deadpool 2               | «Чёрный» Том Кэссиди     |
| 2020      | ф   | Форпост            | The Outpost              | сержант Джош Кирк        |
| 2020      | с   | Шериф              | Deputy                   | Роман Бергин             |
| 2020      | ф   | Империя комаров    | Mosquito State           | Бо Харрис                |
| 2021      | ф   | Без жалости        | Without Remorse          | Тандер                   |
| 2023      | ф   | Убийца             | The Killer               | продавец                 |
| 2024      | ф   | Хэллбой: Горбун    | Hellboy: The Crooked Man | Хэллбой                  |
| 2025      | ф   | Ограбление         | The Pickup               |                          |